# Deretrachys villiersi
Deretrachys villiersi là một loài bọ cánh cứng trong họ Cerambycidae.